# Mont Gozaisho
Le mont Gozaisho (御在所岳, Gozaisho-dake) est une montagne de la chaîne des monts Suzuka située à la limite de Komono dans la préfecture de Mie et de Higashiōmi dans la préfecture de Shiga au Japon.
Cette montagne se trouve au centre du parc quasi national de Suzuka.

## Géographie
Le mont Gozaisho est l'une des montagnes les plus élevées des monts Suzuka entre Mie et Shiga. Le téléphérique relie le sommet de la montagne au Yunoyama onsen.
Au sommet de la montagne se trouve une petite station de ski, la plus proche de la région métropolitaine de Nagoya.